# Krähenfuß-Laugenblume
Die Krähenfuß-Laugenblume (Cotula coronopifolia) ist eine Pflanzenart aus der Gattung der Laugenblumen (Cotula) innerhalb der Familie Korbblütler (Asteraceae).

## Beschreibung

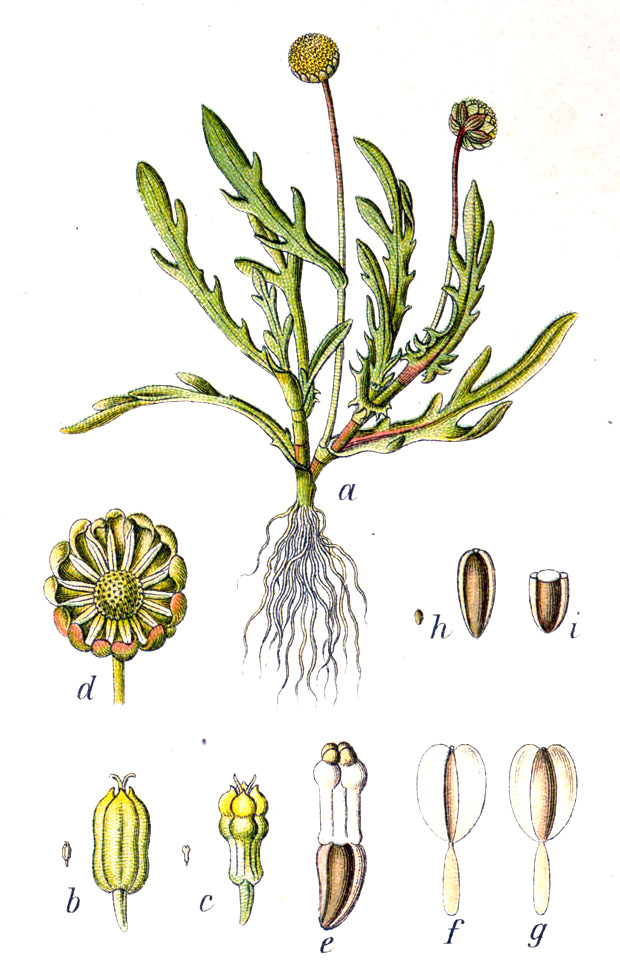
Illustration aus Sturm 1796

### Vegetative Merkmale
Die Krähenfuß-Laugenblume ist einjährige krautige Pflanze und erreicht Wuchshöhen von 8 bis 20, selten bis zu 30 Zentimetern. Die kahlen Stängel sind liegend oder aufsteigend und meist verzweigt. Die dicken, etwas fleischigen Laubblätter sind länglich-lanzettlich und tief gezähnt bis fiederteilig, selten ungeteilt. Sie sind mit scheidig-stängelumfassendem Grund sitzend.

### Generative Merkmale
Auf den langen Blütenstandsschäften stehen die körbchenförmigen Blütenstände einzeln und hängen vor und nach der Anthese über. Die Körbchen weisen einen Durchmesser von 8 bis 12 Millimetern auf und sind halbkugelig. Die Hüllblätter sind kahl, fast gleich lang, häutig berandet und stehen zweireihig. Der Blütenboden ist schwach gewölbt, ohne Spreublätter, aber durch die stehenbleibenden Fruchtstielchen höckerig. Zungenblüten fehlen. Die Röhrenblüten sind hellgelb, ihr Saum ist kurz vierspaltig. Die Randblüten sind rein weiblich mit auffallend verbreitertem papillösem Fruchtknoten und dreiteiliger Krone. Die Achänen sind vom Rücken her abgeflacht, kurz aber deutlich gestielt. Die randständigen Achänen sind weißlich, breit geflügelt und auf der Innenseite stark papillös; die scheibenständigen sind braun, schmal geflügelt und innen fast glatt.

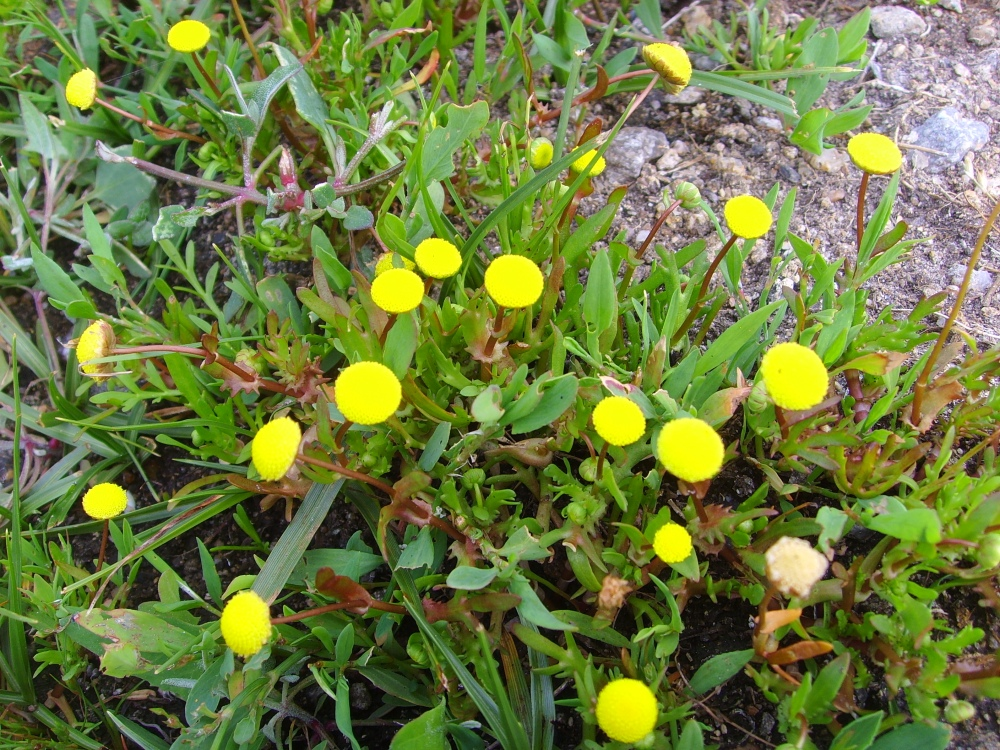
Krähenfuß-Laugenblume (Cotula coronopifolia)

### Chromosomenzahl
Die Chromosomenzahl beträgt 2n = 20.

## Ökologie
Bei der Krähenfuß-Laugenblume handelt es sich um einen Therophyten.

## Vorkommen
Ursprünglich stammt die Krähenfuß-Laugenblume aus dem südlichen Afrika. Sie kommt dort von Angola und Namibia bis Südafrika vor. Sie ist in Europa, Nordafrika, Amerika, Australien, Indien und Neuseeland ein Neophyt.
In Mitteleuropa ist die Krähenfuß-Laugenblume ein eingebürgerter Neophyt und fast die einzige in Mitteleuropa vorkommende Art der Gattung Laugenblumen. (Im Tessin wurde die Australische Laugenblume (Cotula australis Hook.f.) als Neophyt beobachtet.) Im deutschsprachigen Raum kommt die Krähenfuß-Laugenblume in den Küstenbereichen von Nord- und Ostsee vor. Sie gedeiht auf feuchten Ruderalstellen und betretenen Salzstellen. Sie kommt vor allem in Gesellschaften des Verbands Bidention oder Agropyro-Rumicion vor.

## Trivialnamen
Für die Krähenfuß-Laugenblume bestehen bzw. bestanden auch die weiteren deutschsprachigen Trivialnamen Knoopke (Ostfriesland), Laugenblume (Oldenburg), Goldknöpfchen und Krähenfüßige Laugenblume.